# پرواز حسین
پرواز حسین، (۱۶ اکتبر ۱۹۸۸ در اربیل) خوانندۀ زن کُرد اهل کردستان عراق است. پرواز با شرکت در فصل دوم برنامه تلویزیونی عرب آیدل (Arab Idol) که از شبکه MBC پخش می‌شد به شهرت رسید. در سال ۲۰۱۳ رسانه‌های عرب به او عنوان سفیر موسیقی کُردی در جهان عرب را دادند.
پرواز اولین شخص غیر عرب و عرب‌زبانی بود که در برنامۀ تلویزیونی عرب آیدل شرکت کرد، او در سال ۲۰۱۳ موفق شد تا به یکی از چهره‌های شناخته شده در زمینۀ موسیقی عامه‌پسند در کردستان تبدیل شود.  .